# Hochkönig
El Hochkönig (literalmente el Alto Rey)  es una montaña de los Alpes septentrionales salzburgueses en los Alpes de Berchtesgaden de 2.941 m s. n. m.
Se encuentra a 42 km al sur de la ciudad de Salzburgo.
Se encuentra en Austria, Estado de (Salzburgo).
Según la clasificación SOIUSA, Hochkönig pertenece a:
- Gran parte: Alpes orientales
- Gran sector: Alpes del noreste
- Sección: Alpes septentrionales salzburgueses
- Subsección: Alpes de Berchtesgaden
- Supergrupo: Alpes meridionales de Berchtesgaden
- Grupo: Grupo del Hochkönig
- Subgrupo: Nudo del Hochkönig
- Código: II/B-24.III-A.1.a